# Tom Pettitt
Tom Pettitt (19 décembre 1859 - 17 octobre 1946) est un joueur de paume, champion du monde de 1885 à 1890.

## Biographie
Né à Beckenham, dans le Kent, en Angleterre, Pettitt a émigré à Boston adolescent et sans un sou. Il devint rapidement garçon de vestiaire dans un court privé à Buckingham-Street, devenant professionnel à dix-sept ans. Il a commencé à jouer des matchs au Royaume-Uni et en France pour améliorer son jeu, et affronta finalement George Lambert au Royal Court de Tennis, au Château de Hampton Court, pour le Championnat du monde en 1885. Il défendit son titre jusqu'en 1890 à Dublin, puis se retira du jeu de paume la même année. Il est soupçonné d'avoir inventé le railroad, un service rapide qui court le long de l'attique avec une torsion inverse.
Pettitt a continué à travailler à Boston dans différents clubs, se retirant du Tennis et Racquet Club en 1927 après un demi-siècle de service. Il enseigna également le Lawn Tennis à la Newport Casino durant l'été de 1876-1929, puis a continué en tant que superviseur.
Pettitt mourut en 1946. Il est membre du International Tennis Hall of Fame depuis 1982.